# Folke "Pytta" Jansson
Folke Georg "Pytta" Jansson, född den 23 april 1897 i Jönköping, död 18 juli 1965 i Göteborg, var en svensk friidrottare (huvudgren tresteg). Han tävlade för Jönköpings AIK till och med 1918, sedan för Örgryte IS. Han tog silver vid OS 1920, blev femma vid OS 1924, hade det svenska rekordet i tresteg 1918 till 1931 och vann 7 SM i tresteg. Han utsågs 1928 retroaktivt till Stor grabb nummer 40 i friidrott.
Jansson arbetade i det civila som försäkringstjänsteman i Göteborg.

## Karriär (tresteg)
1917 vann Folke Jansson SM för första gången, på 14,25.
Den 29 juni 1918 i Oslo slog Jansson Ivar Sahlins svenska rekord i tresteg från 1915, med ett hopp på 14,92. 
1919 vann Jansson sitt andra SM-guld i tresteg, på 14,71.
Den 28 augusti 1920 förbättrade Jansson sitt svenska rekord ytterligare, till 15,09 vid tävlingar i Paris. Rekordet fick han behålla till 1931 då Erik Svensson hoppade 15,13. Detta år deltog han även vid OS i Antwerpen och kom då på silverplats i tresteg med 14,48.
Åren 1920 till 1924 vann Folke Jansson ytterligare fem SM-guld i tresteg, med resultaten 14,75, 14,54, 14,45, 14,42 resp. 14,40.
1921 blev han engelsk mästare i tresteg.
1924 var han med vid OS i Paris och kom då femma i tresteg på 14,97.